# Éric Bruneau
Éric Bruneau (nacido el 21 de abril de 1983) es un actor canadiense. Es más conocido por su papel recurrente como Liam Bouchard en la serie de televisión Coroner, y por su papel principal como Charles Rivard en la serie de televisión Virage: Double faute.
Está casado con Kim Lévesque-Lizotte, una escritora de Virage.

## Filmografía

### Cine
| Year | Title                           | Role              | Notes |
| ---- | ------------------------------- | ----------------- | ----- |
| 2005 | The United States of Albert     | Albert Renaud     |       |
| 2007 | My Daughter, My Angel           | Hombre joven      |       |
| 2009 | Free Fall                       | Hombre joven      |       |
| 2009 | Madeleine                       | Hombre joven      |       |
| 2010 | Heartbeats                      | Hombre joven 2    |       |
| 2011 | Gerry                           | Pierre Harel      |       |
| 2011 | Coteau rouge                    | Janvier Blanchard |       |
| 2012 | Laurence Anyways                | Mathieu           |       |
| 2012 | Écho d'un moment                | Alex              |       |
| 2013 | Stay                            | Luc               |       |
| 2014 | An Eye for Beauty               | Luc               |       |
| 2014 | Gurov and Anna                  | Luc               |       |
| 2018 | The Fall of the American Empire | Det. Plamondon    |       |
| 2019 | Goalie                          | Marcel Pronovost  |       |
| 2021 | Crisis                          | Guy Broussard     |       |
| 2022 | Sugar                           | Jules             |       |
| 2023 | Dusk for a Hitman               | Donald Lavoie     |       |
| 2024 | Ababooned                       | Vicar Cotnoir     |       |
|      | Passenger C                     | Marco             |       |

### Televisión
| Year    | Title                   | Role                 | Notes           |
| ------- | ----------------------- | -------------------- | --------------- |
| 2006    | Bon Voyage              | Nicolas              | Dos episodios   |
| 2009    | Aveux                   | Un joven de la calle | Un episodio     |
| 2010    | Musée Éden              | Étienne Monestie     | Nueve episodios |
| 2012    | Adam & Ève              | Marco                | Cinco episodios |
| 2012    | Tu m'aimes-tu?          | Thomas Landreville   | 13 episodios    |
| 2010-14 | Toute la vérité         | Sylvain Régimbald    | 89 episodios    |
| 2014-18 | Mensonges               | Maxime Moreli        | 40 episodios    |
| 2016    | Prémonitions            | Pascal Deraspe       | 10 episodios    |
| 2016-18 | Blue Moon               | Milan Garnier        | 30 episodios    |
| 2017-19 | Trop                    | Marc-Antoine         | 25 episodios    |
| 2018    | Le Jeu                  | Julien Forgues       | 10 episodios    |
| 2019    | Madame Lebrun           | Rich Greenwood       | Un episodio     |
| 2019    | Les Prodiges            |                      | Un episodio     |
| 2019-22 | Coroner                 | Liam Bouchard        | 23 episodios    |
| 2022    | Aller simple            | Éric Dubois          | Tres episodios  |
| 2022    | The Night Logan Woke Up | Denis Larouche       | Cinco episodios |
| 2022    | Avant le crash          | Marc-André Lévesque  | 10 episodios    |
| 2023    | Virage: Double faute    | Charles Rivard       | 8 episodios     |
| 2024    | So Long, Marianne       | Robert Hershorn      |                 |